# Boucle sèche
En électronique, une boucle sèche est un circuit électrique très simple qui permet de donner l'état d'un appareil ou d'un autre circuit. Ainsi, le fait qu'un courant passe (souvent associé à la valeur 1) ou ne passe pas (souvent représenté par le chiffre 0) permet de montrer si un appareil est en bon état de fonctionnement ou pas.
La boucle sèche est en particulier utilisée pour faire de la supervision.
Ce terme est souvent traduit en anglais par dry loop.